# Hisao Tani
Hisao Tani (谷 寿夫 Tani Hisao?,  Okayama, 22 de diciembre de 1882 - Nankín, 26 de abril de 1947) fue un teniente general del Ejército Imperial Japonés durante la segunda guerra sino-japonesa y estuvo implicado en la masacre de Nankín. Fue juzgado por el Tribunal de Crímenes de Guerra de Nankín y ejecutado públicamente por el Ejército Nacional Revolucionario.

## Biografía
Tani nació en la prefectura de Okayama y se graduó con la 15.ª promoción de la Academia del Ejército Imperial Japonés en 1903, así como con la 24.ª promoción de la Academia de Guerra del Ejército. Durante la Guerra Ruso-Japonesa, sirvió como Teniente segundo en el regimiento de infantería de la Guardia Imperial. Más tarde fue enviado a Inglaterra como agregado militar entre 1915 y 1918, período en el cual sirvió como observador militar oficial del gobierno japonés sobre la situación del Frente Occidental. Después de su regreso a Japón, entre 1922 y 1924 sirvió en el 6.º Regimiento de la 3.ª División del Ejército Imperial Japonés.
En 1924 fue docente en la Academia de Guerra del Ejército, donde sus textos sobre estrategia y tácticas durante la Guerra Ruso-Japonesa pasaron a ser lecturas obligatorias. Entre 1929 y 1932, Tani fue asignado a diversos puestos en la Oficina del Estado Mayor del Ejército Imperial Japonés, siendo nombrado Jefe de Investigación militar en 1932. En 1933 estuvo al mando de la 2.ª Brigada de la Guardia Imperial; en 1934 estuvo al mando de la Fortaleza de la bahía de Tokio y en 1935 estuvo al mando de la 9.ª División de Reserva.
Entre 1935 y 1937, fue Comandante de la 6.ª División del Ejército Imperial Japonés, que fue asignada al Ejército Expedicionario de China en diciembre de 1937 bajo el mando del General Iwane Matsui. La 6.ª División luchó en el norte de China durante la Operación ferroviaria Beiping-Hankou. Enviada al sur junto al 10.º Ejército, participó en el final de la Batalla de Shanghái y en la Batalla de Nankín.
A su retorno a Japón a fines de 1937, Tani fue nombrado Comandante en Jefe del Ejército del Distrito Central, cargo que ocupó hasta 1939 cuando pasó a la reserva y se retiró. En 1945, hacia el final de la Segunda Guerra Mundial, Tani fue reincorporado al servicio activo y se le otorgó el mando del 59.º Ejército y del Ejército de Chūgoku.

### Juicio y ejecución

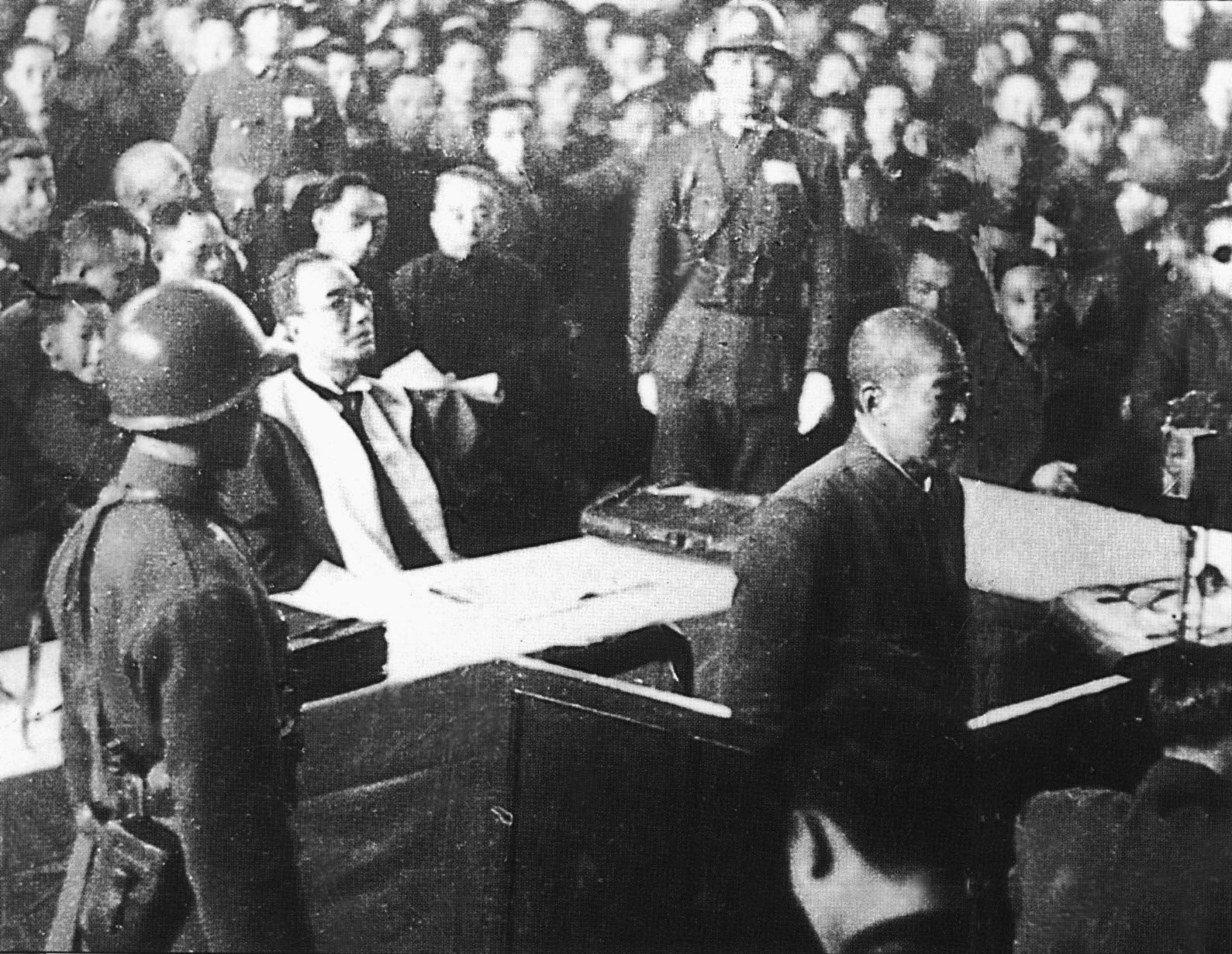
Tani siendo juzgado en el Tribunal de crímenes de guerra de Nankín.

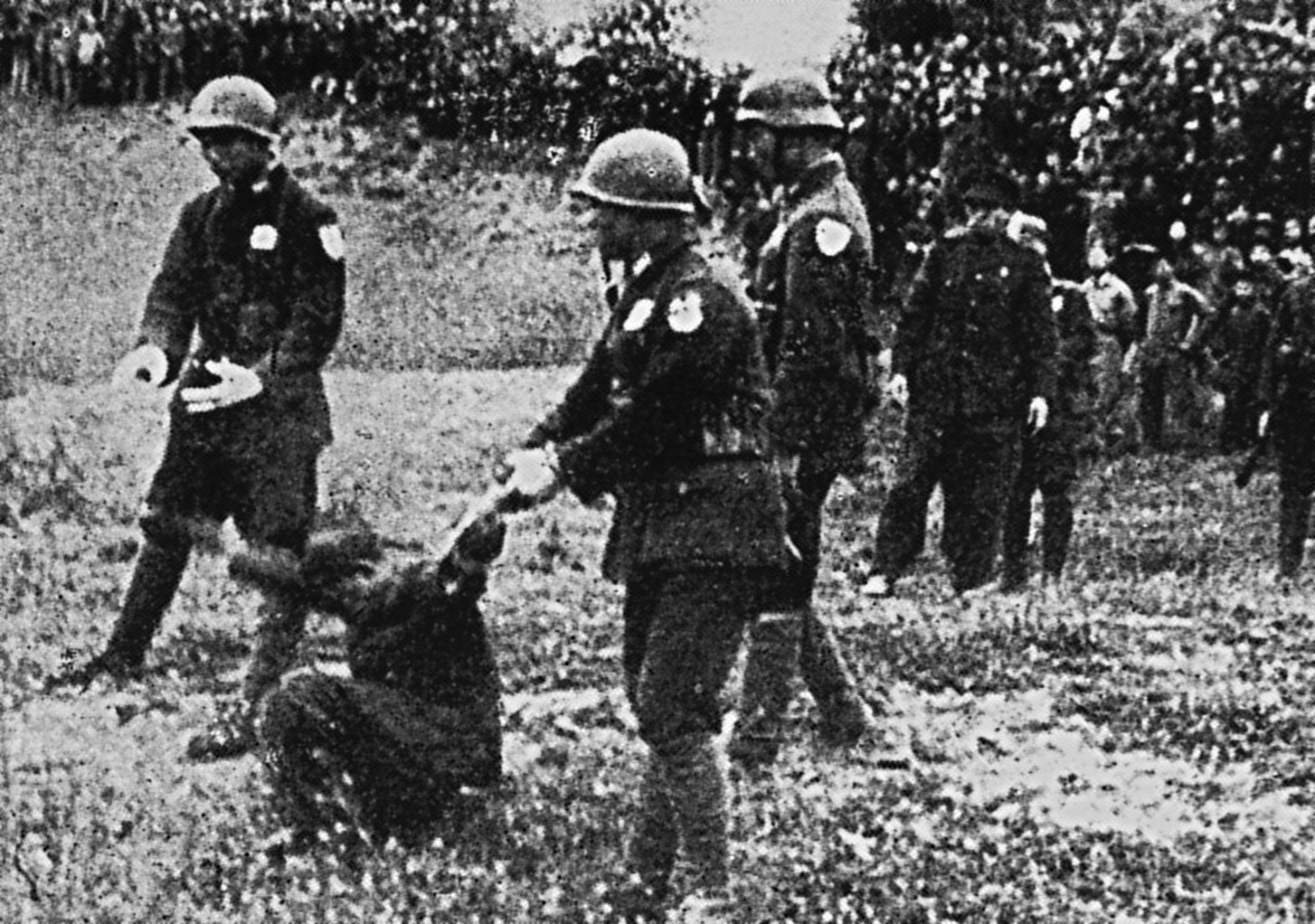
Ejecución de Tani fuera de la Puerta Sur de Nankín.

Después del final de la Segunda Guerra Mundial, el gobierno chino exigió que Tani sea extraditado a China para ser juzgado por crímenes de guerra en el Tribunal de crímenes de guerra de Nankín. Fue extraditado a China en agosto de 1946. Tani negó todos los cargos, culpando a soldados coloniales coreanos por la masacre.
Cientos de supervivientes, así como varios extranjeros que fueron testigos de las atrocidades desde la Zona de seguridad de Nankín, incluyendo a Miner Searle Bates de la Universidad de Nankín, dieron su testimonio contra Tani. Crónicas periodísticas relataban cómo los soldados japoneses al mando de Tani asesinaban a las embarazadas; cómo violaban en grupo a mujeres de todas las edades y niñas (entre 20.000 y 80.000) y luego les introducían ramas, bambús o sus armas, y hasta palos de golf y petardos, en la vagina; obligaban a los hombres a cometer incesto con mujeres de su propia familia y después los empalaban y castraban. Hisao Tani fue considerado culpable de violar a 20 mujeres en Nankín.
Fue declarado culpable de instigar, inspirar y alentar a los hombres bajo su mando a realizar masacres generales de prisioneros de guerra y civiles, así como de perpetrar crímenes tales como violación, saqueo y destrucción gratuita de propiedades durante la batalla de Shanghái, la batalla de Nankín y de la masacre de Nankín, siendo fusilado el 26 de abril de 1947.